# Kadja Grönke
Kadja Grönke (* 4. Juli 1966 in Kiel) ist eine deutsche Musikwissenschaftlerin und Hochschullehrerin an der Carl von Ossietzky Universität Oldenburg.

## Leben
Kadja Grönke absolvierte 1986–1993 ein Studium der Musikwissenschaft (Friedhelm Krummacher), Slavischen Philologie (Ulrich Busch, Hans Robert Mehlig) und Kunstgeschichte (Lars Olof Larsson) an der Christian-Albrechts-Universität zu Kiel. 1991–1993 wurde ihr ein Promotionsstipendium gewährt, 1994–1999 eine Habilitationsförderung. Sie lehrte in Hildesheim, Marburg, Kassel, Bremen und parallel dazu seit 1994 durchgehend in Oldenburg, wurde im Januar 2001 dort Privatdozentin und 2019 außerplanmäßige Professorin. Daneben arbeitete sie u. a. für die Internationale Louis Spohr Gesellschaft Kassel, die Felix Mendelssohn Bartholdy Briefausgabe Leipzig, das Sophie Drinker Institut Bremen und ist Gründungs- und Vorstandsmitglied der Tschaikowsky-Gesellschaft e. V.
Ihre Arbeitsschwerpunkte liegen in den Bereichen historische Musikwissenschaft (vor allem des 19. bis 21. Jahrhunderts), Musikanalyse und -interpretation sowie Musik(wissenschafts)vermittlung. 2015 begründete sie in Oldenburg die musikwissenschaftlich-musikpraktisch ausgerichtete Reihe der „Dialogkonzerte“. In Zusammenhang mit Tschaikowskys 175. Geburtstag wirkte sie an dem 2016 mit dem Echo Klassik ausgezeichneten Film Die Akte Tschaikowsky. Bekenntnisse eines Komponisten von Ralf Pleger mit. Auf ihre Initiative und von ihr musikwissenschaftlich begleitet, wurde 2023 in Oldenburg Violeta Dinescus Kinderoper Die versunkene Stadt. Eine Geschichte vom Meer mit Studierenden der Universität Oldenburg, einer 4. Klasse der Grundschule Bloherfelde, jungen Sängerinnen der HfK Bremen und einem Instrumentalensemble als Projekt der Universität in Kooperation mit dem Oldenburgischen Staatstheater realisiert.

## Veröffentlichungen (Auswahl)
- Studien zu den Streichquartetten 1 bis 8 von Dmitrij Šostakovič, Dissertation 1993.
- Frauenschicksale in Čajkovskijs Puškin-Opern: Aspekte einer Werke-Einheit, Habilitationsschrift, Mainz: Schott 2002.
- Felix Mendelssohn Bartholdy: Sämtliche Briefe. Bd. 6., Februar 1838 bis September 1839, hrsg. und kommentiert von Kadja Grönke und Alexander Staub, Kassel ; Basel ; London ; New York ; Praha : Bärenreiter 2012. 798 S.
- Polina Vajdman: Čajkovskijs Arbeitsweise. Eine Untersuchung seiner Autographe. Auf der Grundlage einer Interlinear-Übersetzung aus dem Russischen von Irmgard Wille neu übertragen, revidiert und herausgegeben von Kadja Grönke (in: Čajkovskij-Studien Bd. 7, hrsg. von Thomas Kohlhase und Kadja Grönke), Mainz: Schott 2005, S. 9–181.
- Jahrbuch für Musik und Gender Bd. 10: Musik und Homosexualität – Homosexualität und Musik, hrsg. von Kadja Grönke und Michael Zywietz, Hildesheim: Olms 2017.
- Musik und Homosexualitäten: Tagungsberichte Bremen 2017 und 2018, hrsg. von Kadja Grönke und Michael Zywietz, Hamburg: Textem 2021 (darin: 2 eigene Beiträge zu Roland Barthes und zu Ken Russell).
- Zwei Beiträge (Konservatorien Leipzig und Stuttgart) in: Handbuch Konservatorien. Institutionelle Musikausbildung im deutschsprachigen Raum des 19. Jahrhunderts (3 Bände), hrsg. von Freia Hoffmann, Lilienthal: Laaber 2021.
- Der Komponist als Bühnenfigur in Stefan Herheims Inszenierung von »Tschaikowsky: Pique Dame«. Oder: Ceci n’est pas Tchaïkovski, in: Musikgeschichte auf der Bühne. Performing Music History, hrsg. von Anna Langenbruch, Daniel Samaga und Clémence Schupp-Maurer, Bielefeld: Transcript 2021, S. 301–316.
- Erlkönigs Kinder. Hans Werner Henzes Ballettmusik »Le fils de l’air ou L’enfant changé en jeune homme« und das Orchesterwerk »Erlkönig. Orchesterfantasie über Goethes Gedicht und Schuberts Opus 1« (1996), in: Gattung. Gender. Gesang. Neue Forschungsperspektiven auf Hans Werner Henzes Werk, hrsg. von Antje Tumat und Michael Zywietz, Hannover: Wehrhahn 2018, S. 205–228.
- Konkurrenzen, Kollegialitäten, Karrieren. Pianistinnen aus dem Weimarer Liszt-Kreis, in: Musikerinnen und ihre Netzwerke im 19. Jahrhundert, hrsg. von Annkatrin Babbe und Volker Timmermann, Oldenburg: BIS 2016, S. 179–202.
- À la recherche de Mme Alexandre ... Plädoyer für eine erkenntnisgeleitete Gender-Forschung, in: Un/verblümt. Queere Politiken in Ästhetik und Theorie, hrsg. v. Josch Hoenes und Barbara Paul, Berlin: Revolver Publishing 2014, S. 172–185.
- Violeta Dinescus Kinderoper »Der 35. Mai« (1986), in: Erich Kästner – so noch nicht gesehen, hrsg. von Sebastian Schmideler (Erich Kästner-Studien Bd. 1), Marburg: Tectum 2012, S. 303–318.
- Frieden als Erlösung in Schönheit. Zum Requiem von Gabriel Fauré, in: Frieden als Balance in Psychotherapie und politischem Handlungsraum. Prozessdynamische Perspektiven, hrsg. v. Hermes Andreas Kick. (= Affekt – Emotion – Ethik.) Berlin u. a.: LIT 2013, S. 177–190.
- »Doing gender« im Tango Rioplatense, in: Musik und Gender. Grundlagen, Methoden, Perspektiven, hrsg. v. Rebecca Grotjahn und Sabine Vogt (= Kompendien Musik Bd. 5.), Laaber: Laaber 2010, S. 210–226.
- Instrumentalmonolog und Lebens-End-Musik in Dmitri Schostakowitschs Fünfzehnter Sinfonie, in: Verzweiflung als kreative Herausforderung. Psychopathologie, Psychotherapie und künstlerische Lösungsgestalt in Literatur, Musik, Film, hrsg. v. Hermes Andreas Kick und Günther Dietz (= Affekt - Emotion - Ethik 6), Berlin: LIT 2008, S. 259–276.
- August Pott (1806–1883) und die großherzogliche Hofkapelle in Oldenburg, in: Oldenburger Jahrbuch 108 (2008), hrsg. v. Oldenburger Landesverein für Geschichte, Natur- und Heimatkunde e. V., Oldenburg: Isensee 2008, S. 95–115.
- zahlreiche Beiträge zu Peter Tschaikowsky und Dmitri Schostakowitsch.